# Yasuyuki Kuwahara
Yasuyuki Kuwahara (Hiroshima, 22. prosinca 1942.) japanski je nogometaš.

## Klupska karijera
Igrao je za Toyo Industries.

## Reprezentativna karijera
Za japansku reprezentaciju igrao je od 1966. do 1970. godine. Odigrao je 12 utakmica postigavši 5 pogodaka.
S japanskom reprezentacijom Yasuyuki Kuwahara je igrao na Olimpijskim igrama 1968.

## Statistika
| Japan  | Japan | Japan |
| Godina | Nast. | Gol.  |
| ------ | ----- | ----- |
| 1966.  | 4     | 2     |
| 1967.  | 1     | 1     |
| 1968.  | 2     | 1     |
| 1969.  | 4     | 1     |
| 1970.  | 1     | 0     |
| Ukupno | 12    | 5     |

## Vanjske poveznice
- National Football Teams
- Japan National Football Team Database